# Francisco Fernández Álvarez
Pour les articles homonymes, voir Francisco Fernández, Fernández et Álvarez.
Francisco Javier Fernández Álvarez, né le 13 juillet 1955 à León, est un homme politique espagnol. Il est membre du Parti socialiste et ancien maire de León.

## Biographie
Dans sa jeunesse, il a vécu dans le quartier San Esteban de León, où son père tenait le bar du club Peñalba Casino. Une fois ses études terminées, il devient employé de la caisse d'épargne Caja España.
Il est connu par ses concitoyens sous le surnom de Paco Raquettes, du fait de sa pratique du tennis depuis sa jeunesse, notamment au Peñalba Casino.

## Vie politique
Adhérent du syndicat socialiste UGT, il entre au Parti socialiste ouvrier espagnol en 1982, et en devient le secrétaire à l'Organisation dans la province de León jusqu'en 1995.
En 1991, il est élu au conseil municipal de León, et devient vice-président de la Députation provinciale de la province de León jusqu'en 1995.
Au printemps 2002, il est désigné candidat à la mairie de León lors d'une élection primaire. Le jour du scrutin, le 25 mai 2003, sa liste arrive en deuxième position derrière celle du Parti populaire, avec 10 élus sur 27, contre 12 au PP. Francisco Fernández forme alors une coalition avec les 5 élus de l'Union du peuple léonais (UPL, régionaliste) et devient maire de la ville.
Au cours de son mandat, il engagea un important assainissement des finances publiques, qui souffraient alors d'un fort endettement, faisant remettre à chaque citoyen une copie des audits réalisés en décembre 2003 et juin 2004. Il fut cependant renversé le 3 décembre 2004 par une motion de censure constructive votée par le Parti populaire et deux anciens élus de l'UPL.
Il resta alors porte-parole du groupe municipal socialiste jusqu'aux municipales du 27 mai 2007, au cours desquelles il s'imposa très nettement avec 13 élus sur 27, contre 11 aux conservateurs. Cette victoire lui permit de négocier une nouvelle alliance avec les 3 régionalistes, et Francisco Fernández fut investi pour un second mandat à la tête de la capitale de la province de León.
Au sein du PSOE, il a été secrétaire général de la section municipale de León entre 2000 et 2008, puis est devenu secrétaire général provincial à la suite du congrès de novembre 2008.
Le 16 décembre 2009, il annonce qu'il voterait « oui » en cas de référendum (municipal et non contraignant) sur la sécession du León de la Castille-et-León, s'attirant les critiques du délégué du gouvernement.
Il est remplacé en 2011 par le conservateur Emilio Gutiérrez Fernández, à la suite de sa défaite aux élections municipales.